# Slåttholmen (Hammarland, Åland)
Slåttholmen är ett skär i Åland (Finland). Det ligger i Skärgårdshavet och i kommunen Hammarland i landskapet Åland, i den sydvästra delen av landet. Ön ligger omkring 21 kilometer norr om Mariehamn och omkring 290 kilometer väster om Helsingfors. Slåttholmen ligger 1 meter över havet.
Öns area är 2,7 hektar och dess största längd är 270 meter i nord-sydlig riktning. Trakten är glest befolkad. Närmaste större samhälle är Jomala, 16,0 km sydost om Slåttholmen.